# Огурцово (Островский район)
Огурцово — деревня в Горайской волости Островского района Псковской области.
Расположена на левом берегу реки Великая, в 24 км к югу от города Остров, в 6 км к юго-востоку от волостного центра, деревни Крюки.
Численность населения деревни по состоянию на 2000 год составляла 10 человек.